# 크리스틴 벨포드

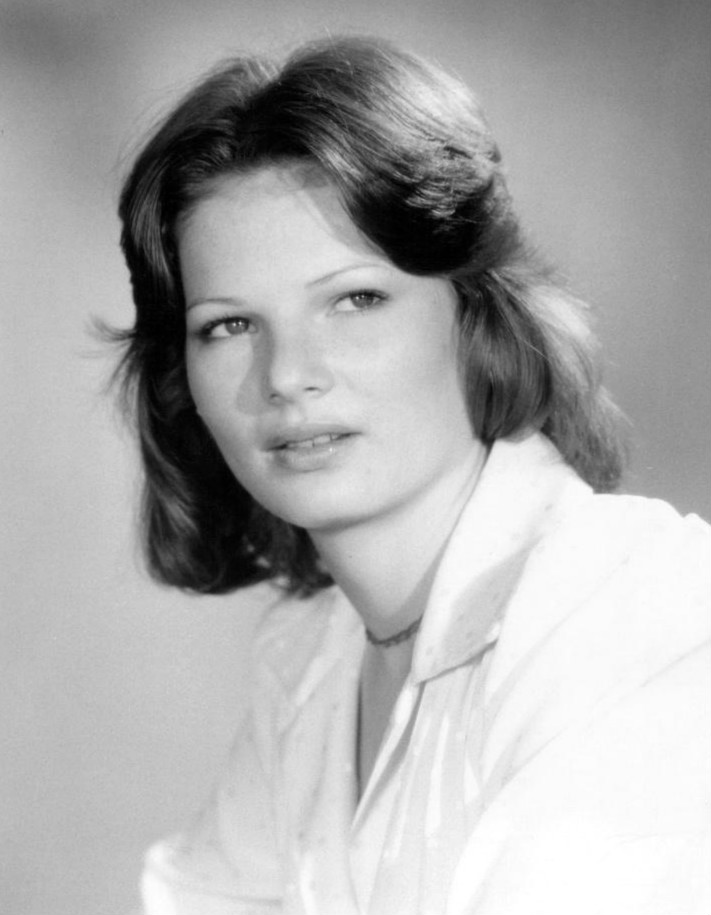

크리스틴 벨퍼드(Christine Belford, 1949년 1월 14일 ~ )는 미국의 배우이다.

## 출연 작품
- 루피언 (2007년)
- 잊을 수 없는 죽음 (1983)
- 크리스틴 (1983년) - 레지나 커닝햄 역
- 도박사(영어판) (1980년)
- 포켓 머니(영어판) (1972년)

### 텔레비전
- 닥터 웰비 (1970-74)
- 명탐정 바나비 존즈 (1973-79)
- 원더우먼 (1976)
- 형사 Q (1977)
- 배틀스타 갤럭티카 - 78년 시리즈 (1978)
- 부부 탐정 (1979)
- 두 얼굴의 사나이 헐크 (1979-81)
- 기동순찰대 (1980)
- 매그넘 P.I. (1981)
- 다이너스티 (1982)
- 아빠는 멋쟁이 (1982-87)
- 위대한 영웅 (1981-83)
- 꿈꾸는 낙원 (1983-84)
- 제시카의 추리극장 (1984-93)
- L.A. 로 (1989)
- 베벌리힐스 아이들 (1991-98)